# Kazimierz Ajdukiewicz
Kazimierz Ajdukiewicz (Ternopil, 12 de dezembro de 1890 – Varsóvia, 12 de abril de 1963) foi um filósofo polaco, um dos principais representantes da tradição lógico-analítica, com fortes inclinações empiristas, na Polónia.

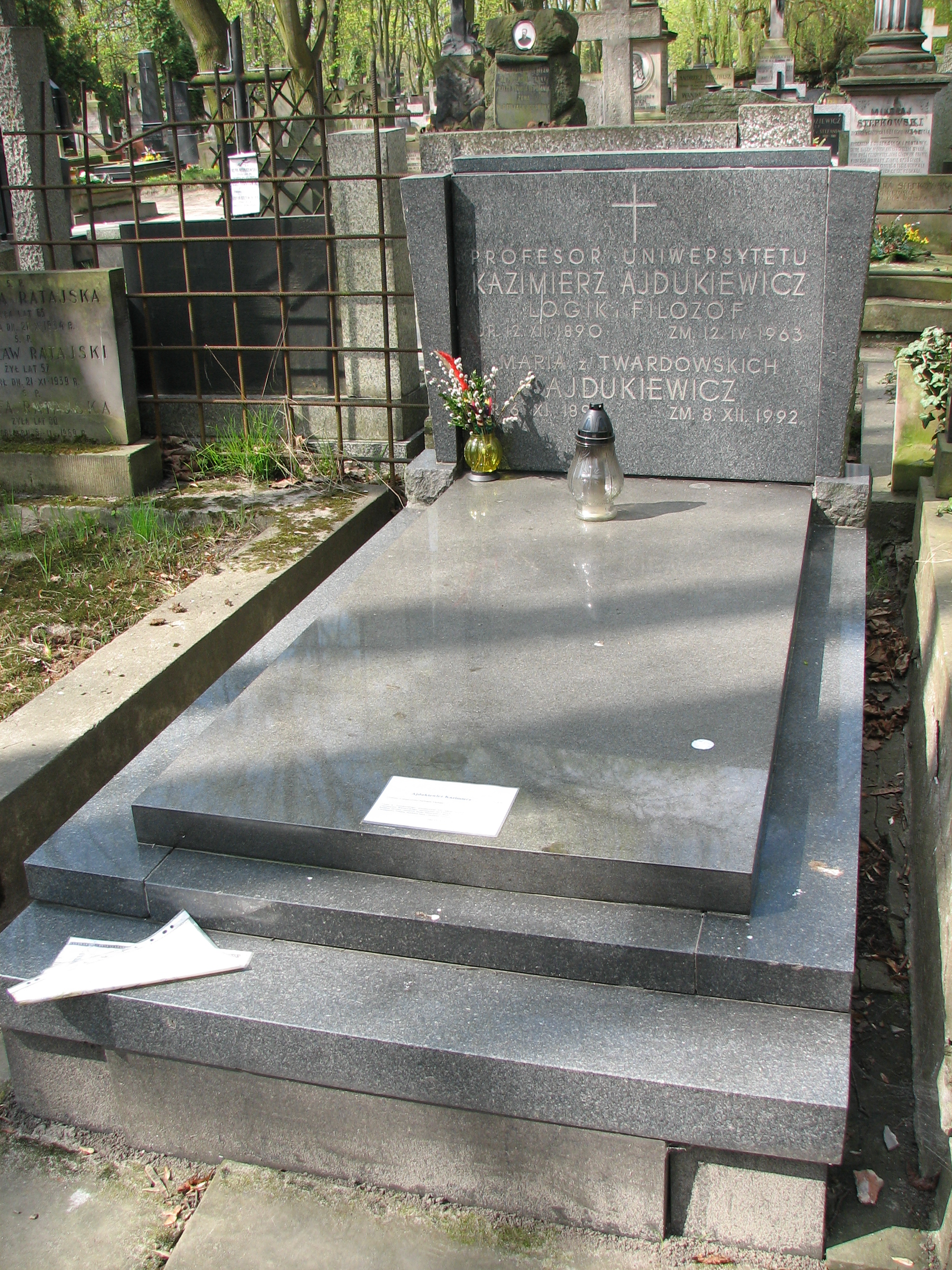
Túmulo de Kazimierz Ajdukiewicz

Tinha um vasto âmbito de interesses filosóficos e a sua influência como intelectual foi considerável. A sua concepção da lógica e da teoria do conhecimento insere-se no que foi designado por convencionalismo radical. Era partidário da posição que defende a não existência de distinção estrita entre afirmações analíticas e sintéticas nas línguas naturais. Nem distinção entre regras de inferência lógica e hipóteses científicas. A sua gramática categorial (1935) foi uma fonte importante para o trabalho de Richard Montague.

## Biografia
Ajdukiewicz nasceu em 1890 em Tarnopol na Galiza, que na época, devido às Partições da Polónia, foi anexada pela Áustria-Hungria (A Partição Austríaca). Seu pai era um alto funcionário público. Ajdukiewicz estudou na Universidade de Lwów e lecionou lá, bem como em Varsóvia e em Poznań. Ele recebeu seu doutorado com a tese sobre a filosofia do espaço de Kant. Foi Reitor da Universidade de Poznań de 1948 a 1952. Foi um dos fundadores da revista Studia Logica em sua encarnação atual, editando-a de 1953 até sua morte.

## Trabalho
Em seu sistema epistemológico inicial, que chamou de Convencionalismo Radical, Ajdukiewicz analisou qualquer linguagem como um conjunto de expressões ou sentenças, com regras inferenciais de significado que especificam a relação de uma expressão com outra, ou com dados externos. Existem três tipos de regras: Axiomática, Dedutiva e Empírica. Seguindo as regras, pode-se mapear todas as sentenças conhecíveis de um idioma. No entanto, os vocabulários de algumas línguas podem produzir sentenças desconectadas, que são mapeadas apenas parcialmente pelas regras de significado. Portanto, quando se usa uma linguagem, mesmo científica, um aparato conceitual, um conjunto intraduzível de significados, é necessário também, e com ele uma escolha dos problemas a serem resolvidos. Por essa razão, a teoria é uma forma de convencionalismo, e é radical porque até mesmo relatos experienciais simples são expostos a essas considerações em toda a linguagem. Ajdukiewicz descartou essa teoria no decorrer da década de 1930.

## Obras
- 1921 "Z metodologii nauk dedukcyjnych"
- 1923 "Główne kierunki filozofii"
- 1928 "Główne zasady metodologii nauk i logiki formalnej"
- 1931 "O znaczeniu wyrażeń"
- 1934 "Logiczne podstawy nauczania"
- 1938 "Propedeutyka filozofii"
- 1948 "Epistemologia i semantyka"
- 1949 "Zagadnienia i kierunki filozofii"
- 1952 "Zarys logiki"
- 1964 "Zagadnienia empiryzmu a koncepcja znaczenia"
- 1965 "Logika pragmatyczna"
- 1960–1965 "Język i poznanie. Wybór pism"
- 1966- Artigos selecionados em "Logiczna Teoria Nauki" (Teoria Lógica da Ciência) Ed. T.Pawłowski, PWN impresso, Warszawa.